# محمد علی (بازیکن فوتبال)
محمد علی (انگلیسی: Mohammad Ali؛ زادهٔ ۲ سپتامبر ۱۹۸۹) بازیکن فوتبال اهل پاکستان است.
از باشگاه‌هایی که در آن بازی کرده است می‌توان به باشگاه فوتبال کویه اشاره کرد.
وی همچنین در تیم ملی فوتبال پاکستان بازی کرده است.